# Fetakgomo
Fetakgomo (officieel Fetakgomo Local Municipality) is een gemeente in het Zuid-Afrikaanse district Sekhukhune.
Fetakgomo ligt in de provincie Limpopo en telt 93.795 inwoners.

## Hoofdplaatsen
Het nationaal instituut voor de statistiek, Stats SA, deelt sinds de census 2011 deze gemeente in in 110 zogenaamde hoofdplaatsen (main place):
Bogalatladi • Braamfontein • Debeila • Fetakgomo NU • Forong • GaMaisela • GaMampa • GaMmela • Ga-Motene • GaNkoana • GaRadingwana • GaSelepe • GaSeroka • KaMapolaneng • Ledingwe • Legwareng • Lehlabile • Lehlokong • Lekazang • Lekgwareng • Lekgwareng A • Lekgwareng B • Lepellane • Lesetse • Letolong • Mabatho • Mabotagale • Maebeng • Magakala • Magotwaneng • Mahlabaphooko • Mahlabeng • Mahlahlaneng • Maisela • Makgonyane • Makola • Makua • Malaeneng • Malepeng • Malogeng • Malomanye • Manoge • Manotwang • Mapodi • Marathameng • Maropeng • Maroteng • Masehleng • Mashabela • Mashabela A • Mashabela B • Mashabela C • Masharu • Mashegeng • Mashilabela • Mashung • Masikwe • Masweneng • Matlala • Matlou • Matsha • Matshi • Matsi • Matsimela • Mawete • Modihule • Mogabane • Mohlahlaneng • Mokhulwana • Monametsi • Mooiklip • Mooiplaas • Morwaswe • Moshate A • Moshate B • Mosotsi • Mpahanama • Mphaaneng • Mphanama • Myakela • Pashas Kraal • Pelangwe • Petseng • Phahlamanoge • Ramallane • Rite • Riverside • Rostok • Sealane • Sefateng A • Sefeteng B • Sekateng • Selape • Sentlane • Sentlhane • Seokodibeng • Seteneng • Shenyaneng • Shubushubu • Skutlong • Stopong • Strydkraal • Tau-nchabeleng • Thabanaseso • Thobehlale • Tshewereng • Tsidintsing • Tsimeng • Tswereng • Zeekoegat.